# Golleville
Golleville é uma comuna francesa na região administrativa da Normandia, no departamento Mancha. Estende-se por uma área de 6,54 km². Em 2010 a comuna tinha 177 habitantes (densidade: 27,1 hab./km²).